# Séverni (Khvalinsk)
|  | Per a altres significats, vegeu «Séverni». |

Séverni (en rus: Северный) és un poble (un possiólok) de l'óblast de Saràtov, a Rússia, segons el cens del 2010 tenia 666 habitants. Pertany al districte municipal de Khvalinsk.